# رابرت جنریک
رابرت ادوارد جنریک (متولد ۹ ژانویه ۱۹۸۲) سیاستمدار حزب محافظه کار انگلیس است که از سال ۲۰۱۹ به عنوان وزیر امور مسکن ، جوامع و دولت محلی فعالیت می کند. وی از سال ۲۰۱۴ به عنوان نماینده پارلمان (نماینده مجلس) از نیوارک خدمت کرده است.

## شغل حقوقی و تجاری
جنریک در سال 2008 به عنوان وکیل تایید صلاحیت شد و در لندن و مسکو وکالت دادگستری کرد.

## زندگی شخصی
جنریک با میشال برکنر ازدواج کرده است. او نه سال از جنریک بزرگتر است  و فرزند بازماندگان هولوکاست است. او یک وکیل شرکت متولد اسرائیل و تحصیل کرده ایالات متحده  است که عمدتا در لندن فعالیت می کند. این زوج سه دختر دارند که آنها را با اعتقادات یهودی تربیت می کنند.
وی دارای دو خانه 2 میلیون پوندی در لندن است که یکی از آنها خانه شهری 2.5 میلیون پوندی است که کمتر از یک مایل از مجلس پارلمان فاصله دارد. او همچنین دارای Eye Manor ، ساختمانی درجه یک در هرفوردشایر است که در سال ۲۰۰۹ با قیمت ۱.۱ میلیون پوند خریداری کرده است. حوزه انتخابیه او ۱۵۰ مایل (۲۴۰ کیلومتر) از "خانه خانوادگی" او در هیرفوردشایر فاصله دارد. وی ماهیانه ۲۰۰۰ پوند در حوزه انتخابیه خود در نیوآرک اجاره می کند  که هزینه آن از طریق کمک هزینه خانه دوم نمایندگان مجلس پرداخت می شود.
| پارلمان بریتانیا       | پارلمان بریتانیا                             | پارلمان بریتانیا   |
| ---------------------- | -------------------------------------------- | ------------------ |
| پیشین: پاتریک مرسر     | Member of Parliament for Newark 2014–present | در حال تصدی        |
| مناصب سیاسی            |                                              |                    |
| پیشین: Andrew Jones    | دبیر ارشد خزانه داری 2018–2019               | پسین: سایمون کلارک |
| پیشین: جیمز بروکن شایر | وزیر مسکن، جوامع و دولت محلی 2019–present    | در حال تصدی        |